# Landeck (huyện)
Huyện Landeck là một huyện hành chính (Bezirk) ở Tirol, Áo. Huyện này giáp huyện Reutte về phía bắc, huyện Imst về phía đông, Bolzano-Bozen (Ý) và Graubünden (Thụy Sĩ) về phía nam, giáp huyện Bludenz (Vorarlberg) về phía tây.
Huyện này có diện tích 1.594,81 km², với dân số 42.799 (15 tháng 5 năm 2001), và mật độ dân số 27 người trên mỗi km². Trung tâm hành chính là Landeck.
Huyện này bao gồm phần lớn khu vực thung lũng Inn.
| Năm    | 1869  | 1880  | 1890  | 1900  | 1910  | 1923  | 1934  | 1939  | 1951  | 1961  | 1971  | 1981  | 1991  | 2001  |
| ------ | ----- | ----- | ----- | ----- | ----- | ----- | ----- | ----- | ----- | ----- | ----- | ----- | ----- | ----- |
| Dân số | 21634 | 22354 | 20984 | 20836 | 22415 | 23352 | 24708 | 26316 | 28882 | 31106 | 35629 | 37553 | 40207 | 42799 |

- Nguồn: Statistik Austria

## Phân chia hành chính
Huyện này được chia thành 30 đô thị, trong đó có một thị xã.

### Thị xã
1. Landeck (7.336)

### Các đô thị
1. Faggen (280)
2. Fendels (258)
3. Fiss (859)
4. Fließ (2.924)
5. Flirsch (941)
6. Galtür (774)
7. Grins (1.295)
8. Ischgl (1.489)
9. Kappl (2.586)
10. Kaunerberg (344)
11. Kaunertal (593)
12. Kauns (447)
13. Ladis (533)
14. Nauders (1.536)
15. Pettneu am Arlberg (1.454)
16. Pfunds (2.488)
17. Pians (819)
18. Prutz (1.670)
19. Ried im Oberinntal (1.212)
20. Sankt Anton am Arlberg (2.523)
21. Schönwies (1.654)
22. See (1.100)
23. Serfaus (1.091)
24. Spiss (143)
25. Stanz bei Landeck (592)
26. Strengen (1.253)
27. Tobadill (522)
28. Tösens (695)
29. Zams (3.388)

(dân số thời điểm 15 tháng 5 năm 2001)
| edit      | Các thành phố và huyện (Bezirke) của bang Tirol | Các thành phố và huyện (Bezirke) của bang Tirol                                                   | Flag of Austria |
| Tyrol map | Tyrol map                                       | Innsbruck Imst \| Innsbruck-Land \| Kitzbühel \| Kufstein \| Landeck \| Lienz \| Reutte \| Schwaz |                 |